# ژان-باتیست لولی
ژان-باتیست لولی (به فرانسوی: Jean-Baptiste Lully) (زاده شده به نامِ جووانی باتیستا لولی Giovanni Battista Lulli) (زادهٔ ۲۸ نوامبر ۱۶۳۲ - درگذشتهٔ ۲۲ مارس ۱۶۸۷) آهنگساز فرانسوی زادهٔ ایتالیا بود.

## زندگی
لولی که زادهٔ فلورانس بود در سال ۱۶۴۶ به فرانسه رفت و در سال ۱۶۶۱ رسماً شهروند آن کشور شد. او از لحاظ نفوذ و ثروت موفق‌ترین موسیقی‌دان زمان خودش بود و آثاری که نوشت، سبک و سیاق اُپرای فرانسه در قرن ۱۷اُم و ۱۸اُم میلادی را مشخص کرد. لولی که بیشتر عمرش را در دربار لوئی چهاردهم گذراند، از سال ۱۶۶۲ موسیقی دربار فرانسه را در اختیار داشت و سبک آهنگسازیش در تمام اروپا تقلید می‌شد. نفوذ و اعتبار موسیقایی لولی به اندازه‌ای بود که از سال ۱۶۷۴ اجرای اپرا در هر نقطه از کشور فرانسه بدون اجازهٔ او ممکن نبود.
با وجود این‌که لولی را بیشتر به‌خاطر اُپراهایش می‌شناسند، او یک رقصندهٔ ماهر و ویلونیست چیره‌دست هم بوده‌است. از لولی به‌غیر از اپراهایش، ۳۰ باله، موتت، مارش و قطعه‌هایی برای رقص نیز به جا مانده‌است.
او موقع رهبری یکی از اپراهایش به نام Te Deum از فرط شادی از بهبود لوئی چهاردهم از عمل جراحی، چوب رهبری را به پای خودش کوبید و کمی بعد به علت قانقاریا درگذشت.